# Alacaoğlu
Alacaoğlu ist ein Dorf im Landkreis Buldan der türkischen Provinz Denizli. Alacaoğlu liegt etwa 55 km nordwestlich der Provinzhauptstadt Denizli und 15 km nordöstlich von Buldan. Alacaoğlu hatte laut der letzten Volkszählung 250 Einwohner (Stand Ende Dezember 2010).